# Euchroea flavoguttata
Euchroea flavoguttata är en skalbaggsart som beskrevs av Waterhouse 1882. Euchroea flavoguttata ingår i släktet Euchroea och familjen Cetoniidae. Inga underarter finns listade i Catalogue of Life.